# Without You (David Guetta)
Without You è un brano musicale del disc jockey francese David Guetta con la collaborazione vocale del cantautore, ballerino e attore statunitense Usher. È il terzo singolo estratto dal quinto album d'inediti di Guetta, Nothing but the Beat ed è stato lanciato per il download digitale il 27 settembre 2011.
È stato scritto dallo stesso David Guetta, insieme a Usher, Giorgio Tuinfort, Frédéric Riesterer, Rico Love e Taio Cruz.
Il video è stato pubblicato lo stesso 27 settembre e rappresenta la rinascita della Pangea causata dall'energia prodotta dalla canzone e dalla folla che la balla mentre Guetta la riproduce in varie discoteche e Usher che la interpreta in una spiaggia.

## Tracce
Album version
1. Without You (feat. Usher) – 3:28

Digital download / CD maxi single
1. Without You (Extended) – 5:08
2. Without You (Nicky Romero Remix) – 5:49
3. Without You (R3hab's XS Remix) – 5:47
4. Without You (Armin van Buuren Remix) – 7:04
5. Without You (Radio Edit) – 3:28

CD single
1. Without You (Original Version) – 3:28
2. Without You (Nicky Romero Remix) – 5:48

Maxi Single Vinyl
1. Without You (Nicky Romero Remix) – 5:49
2. Without You (Extended) – 5:08
3. Without You (Armin van Buuren Remix) – 7:04
4. Without You (R3hab's XS Remix) – 5:47

LNT Remix
1. Without You (LNT Remix) – 6:02

## Cover
A gennaio 2012 viene presentata una cover del brano nella serie televisiva Glee, cantata da Rachel Berry (Lea Michele). Essa ha debuttato alla numero 28 nella Billboard Hot 100.

## Classifiche
| Classifica (2011) | Posizione massima |
| ----------------- | ----------------- |
| Australia         | 6                 |
| Austria           | 5                 |
| Belgio (Fiandre)  | 5                 |
| Belgio (Vallonia) | 5                 |
| Canada            | 3                 |
| Danimarca         | 7                 |
| Francia           | 6                 |
| Germania          | 7                 |
| Giappone          | 40                |
| Irlanda           | 10                |
| Italia            | 2                 |
| Norvegia          | 7                 |
| Nuova Zelanda     | 5                 |
| Paesi Bassi       | 5                 |
| Regno Unito       | 6                 |
| Repubblica Ceca   | 20                |
| Slovacchia        | 1                 |
| Spagna            | 21                |
| Stati Uniti       | 4                 |
| Stati Uniti (pop) | 1                 |
| Svezia            | 5                 |
| Svizzera          | 3                 |

### Classifiche di fine anno
| Classifica (2011) | Posizione |
| ----------------- | --------- |
| Australia         | 57        |
| Germania          | 39        |
| Svizzera          | 43        |
| Stati Uniti       | 73        |
| Classifica (2012) | Posizione |
| Canada            | 21        |
| Francia           | 112       |
| Paesi Bassi       | 99        |
| Spagna            | 45        |
| Stati Uniti       | 50        |
| Svezia            | 73        |

## Date di pubblicazione
| Nazione       | Data              | Formato     |
| ------------- | ----------------- | ----------- |
| Stati Uniti   | 27 settembre 2011 | Radio       |
| Australia     | 21 ottobre 2011   | EP digitale |
| Austria       | 21 ottobre 2011   | EP digitale |
| Belgio        | 21 ottobre 2011   | EP digitale |
| Danimarca     | 21 ottobre 2011   | EP digitale |
| Finlandia     | 21 ottobre 2011   | EP digitale |
| Francia       | 21 ottobre 2011   | EP digitale |
| Germania      | 21 ottobre 2011   | EP digitale |
| Grecia        | 21 ottobre 2011   | EP digitale |
| Irlanda       | 21 ottobre 2011   | EP digitale |
| Italia        | 21 ottobre 2011   | EP digitale |
| Giappone      | 21 ottobre 2011   | EP digitale |
| Lussemburgo   | 21 ottobre 2011   | EP digitale |
| Paesi Bassi   | 21 ottobre 2011   | EP digitale |
| Nuova Zelanda | 21 ottobre 2011   | EP digitale |
| Norvegia      | 21 ottobre 2011   | EP digitale |
| Portogallo    | 21 ottobre 2011   | EP digitale |
| Svezia        | 21 ottobre 2011   | EP digitale |
| Svizzera      | 21 ottobre 2011   | EP digitale |
| Regno Unito   | 23 ottobre 2011   | EP digitale |
| Germania      | 4 novembre 2011   | CD singolo  |
| Stati Uniti   | 8 novembre 2011   | Radio       |
| Regno Unito   | 15 novembre 2011  | CD singolo  |
| Stati Uniti   | 10 gennaio 2012   | EP digitale |